# Raj i grzech pierworodny
Raj i grzech pierworodny (niderl. Het aardse paradijs met de zondeval van Adam en Eva) – obraz olejny flamandzkich malarzy Jana Brueghla i Rubensa. Jest sygnowany: u dołu z lewej strony PETRI PAVLI RVBENS FIGR, a u dołu z prawej strony IBRUEGHEL FEC.

## Geneza tematu
Obraz przedstawia scenę grzechu pierworodnego jakiego dopuścili się Adam i Ewa oraz wyobrażenie Raju. Motyw został zaczerpnięty z Księgi Rodzaju i był jednym z najpopularniejszym w malarstwie europejskim; stanowi jeden z nielicznych epizodów Starego Testamentu, gdzie obok siebie pojawiają się nadzy mężczyzna i kobieta.

## Opis obrazu
Większość artystów poruszając temat grzechu pierworodnego koncentrowała się na przedstawieniu Adama i Ewy, towarzyszącym im emocjom oraz szatanowi przybierającemu różne postacie i formy. U Rubensa i Brueghla, pierwsi ludzi stanowią jedynie część epizodu. Ukazani z lewej strony, nadzy spędzają czas pod „drzewem poznania”. Ewa jedną ręką podaje jabłko Adamowi, drugą odbiera kolejny owoc od węża. Szatan, zgodnie z relacją Biblii ma postać gada. Otacza ich bujna roślinność i mnóstwo zwierzyny. Wszystkie gatunki żyją obok siebie, wypoczywają, spożywają pokarm. Akt grzechu jeszcze się nie dokonał; rajska atmosfera widoczna jest w każdym szczególe obrazu. Mężczyzna lewą ręką wskazuje na podane jabłko. Wydaje się przestrzegać przed spożyciem owocu bo to oznacza utratę tego wszystkiego co ich otacza. Z lewej strony ukazana została małpa jedząca jabłko. Zwierzę w ikonografii chrześcijańskiej uważane było za symbol grzechu pierworodnego. Tu jest zwiastunem popełnionego grzechu.
Autorem wszystkich postaci zwierzęcych i szaty roślinnej był Brueghel. Jako pierwszy namalował ptaka rajskiego z nogami, widocznego z lewej strony u dołu obrazu. Do końca XVI wieku uważano, iż ptak ten pozbawiony jest kończyn a on sam całe życie spędza w locie. Rubens namalował postacie Adama i Ewy.

## Proweniencja
Od 1766 roku obraz znajdował się w kolekcji Pietera de la Court van der Voorta z Lejdy. Następnie był w posiadaniu Wilhelma Orańskiego, a w 1816 roku trafił do kolekcji królewskiej galerii malarstwa Mauritshuis w Hadze.